# Irinyi János

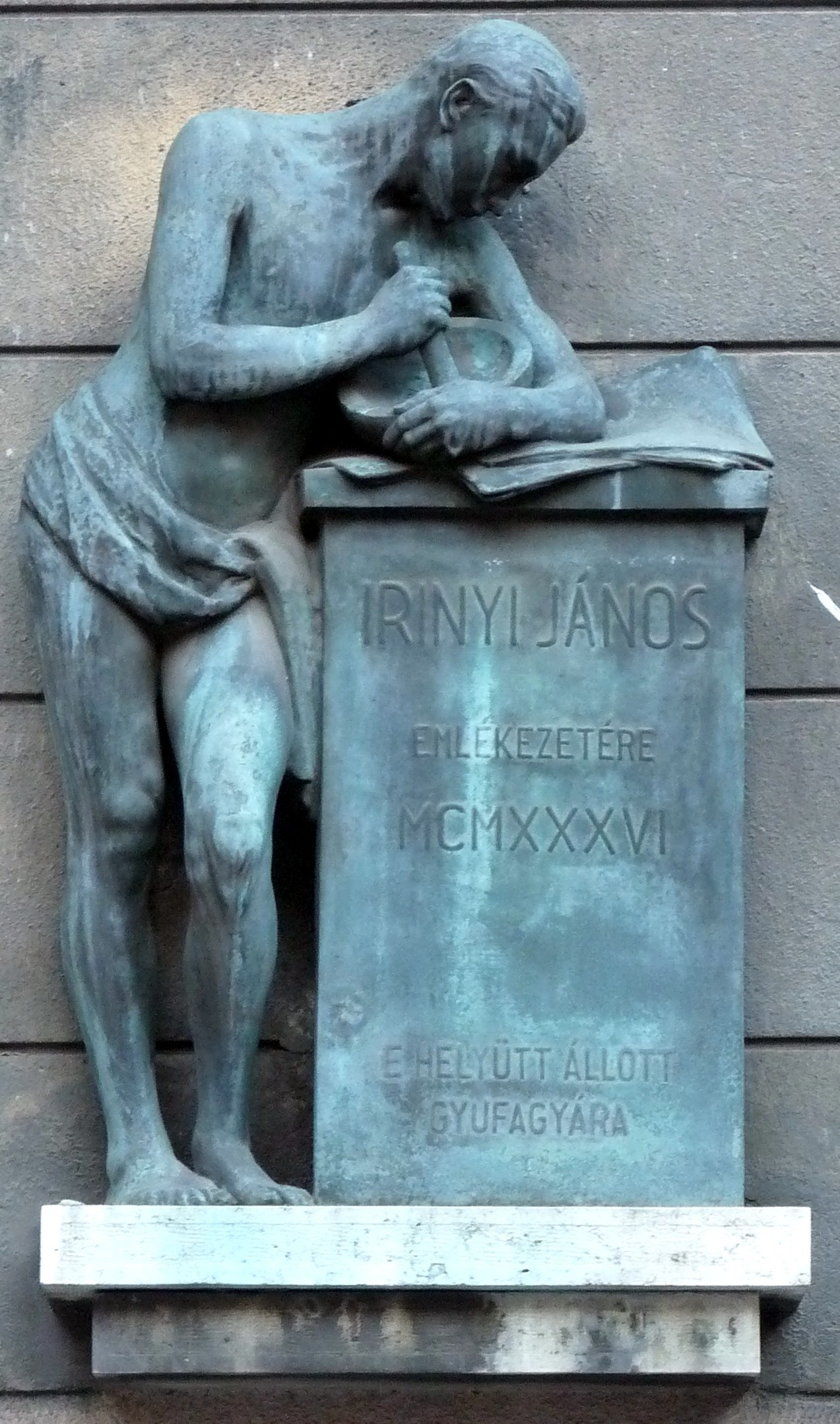
Irinyi János (1817–1895) vegyész domborműves emléktáblája, egykori gyufagyára helyén emelt épület homlokzatán. Budapest, VIII. kerület, Mikszáth tér 1. A bronz dombormű Horvay János szobrászművész alkotása

Irinyi János (Albis, 1817. május 18. – Vértes, 1895. december 17.) magyar vegyész, a zajtalan és robbanásmentes gyufa feltalálója, Irinyi József bátyja.

## Élete
A református, nemesi származású Irinyi család sarja. 1817-ben született Partiumban, a Bihar megyei Albison, irinyi Irinyi János mezőgazdász, földbirtokos és Janovits Roxanda (másként: Jánossy Róza) gyermekeként. Többek között Debrecenben is tanult, de kémiai ismereteit a bécsi Politechnikumban szerezte. Egyik professzorának (Meissner Pálnak, Bécsi Politechnikum) sikertelen előadás-kísérlete kapcsán jött rá a nem robbanó, zajtalan gyufa megoldásának gondolatára 1836-ban, még a vörös foszfor felfedezése előtt. Meissner Pál ólom-peroxid és kén keverékét próbálta lángra gyújtani dörzsöléssel sikertelenül. „Ha kén helyett foszfort vett volna, az már régen égne…” – írta le Irinyi visszaemlékezésében akkori gondolatait. Találmányát eladta egy Rómer István nevű gyufagyárosnak; a kapott összegből külföldre ment tanulmányútra, s ebből fedezte későbbi berlini egyetemi, majd hoffenheimi gazdasági akadémiai tanulmányait.
Berlinben, 1838-ban (21 évesen) könyvet írt a kémia elméletéről, amelyben különösen a savakkal foglalkozott. Értekezett a szikes talajok javításáról is. A magyar szódás szikesek gipsszel történő javítását először Irinyi javasolta. Ugyancsak ő alapította az első magyar gyufagyárat (gyújtófák gyára) 1839-ben Pesten.
Irinyi egyike volt a legtehetségesebb magyar kémikusoknak. Tökéletesen elsajátította az A. L. Lavoisier szellemében fejlődő új kémiát. Nagy bátorság kellett ehhez, mert a bécsi és a budapesti tudósvilág is el volt telve Winterl Jakab nagyszerűségétől, aki Lavoisier kísérleteinek meddőségét és elméleteinek tarthatatlanságát hirdette. És Winterlnek sok követője, tanítványa volt. Mindebben az a tragikomikus, hogy Irinyi Winterl halála után nyolc évvel született, és Winterl tekintélye az általa alapított józsefvárosi botanikus kerten és Tessedik Sámuel barátságán nyugodott, tehát távolról sem kémiai természetű alapokon.
Az 1848–49-es szabadságharcban jelentős politikai szerepet játszott: Kossuth őt bízta meg az ágyúöntés és puskaporgyártás irányításával és az állami gyárak felügyeletével. Őrnagyként a nagyváradi lőporgyár vezetője volt. A szabadságharc bukása után börtönbüntetésre ítélték. Szabadulása után visszavonult a politikai élettől, tudományos munkásságának élt. A mai köztudatban csak a gyufával kapcsolatos tevékenysége ismert, pedig az új szemléletű kémia egyik legelső hazai terjesztője volt, valamint jelentős szerepet játszott a magyar kémiai szaknyelv kialakításában. Mint erősen magyar érzésű nemes ember már korábban is részt vett a forradalmi mozgalmakban; a hagyomány szerint a híres 12 pontot ő szövegezte és küldte Pestre.
Mezőgazdasági kísérletei anyagilag tönkretették, s könyvelői állást kellett vállalnia, majd a debreceni István malom igazgatója lett.
1895. december 17-én hunyt el Vértesen.

## Házassága és gyermekei
Felesége, Dobói Dobayné micskei és nagyváradi Baranyi Hermina (1826–1888) asszony, akit 1866-ban vett el feleségül. Gyermekei: Janka és Lajos János.

## Emlékezete

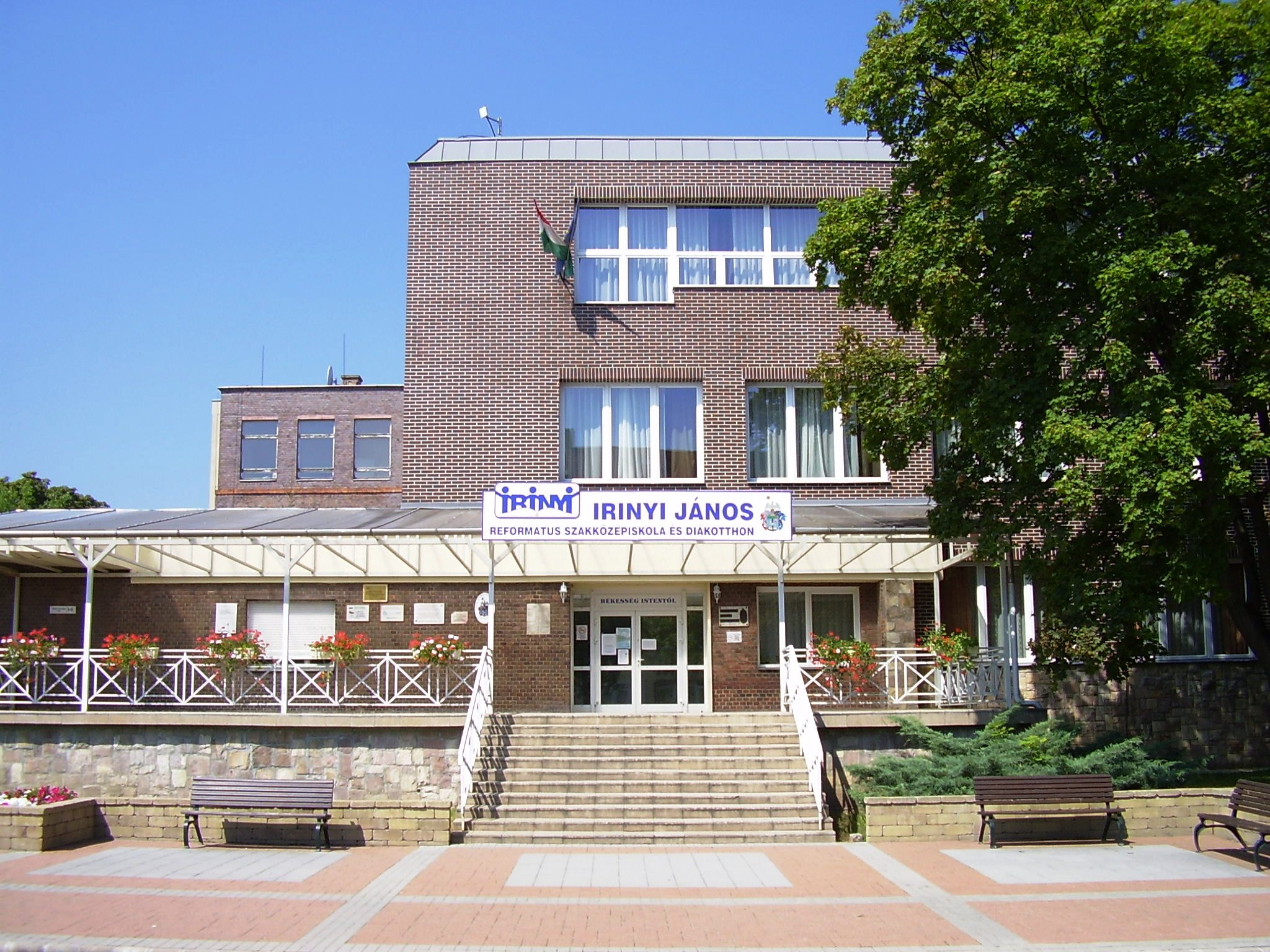
Irinyi János Református Szakközépiskola (Kazincbarcika)

Irinyi János nevét több közintézmény viseli, például a debreceni Irinyi János Gimnázium, Szakközépiskola és Szakiskola, a kazincbarcikai Irinyi János Református Szakközépiskola és Diákotthon, a balatonfűzfői Irinyi János Általános Iskola és Alapfokú Művészetoktatási Intézmény és a létavértesi Irinyi János Általános Iskola, valamint Budapesten az Irinyi János laktanya az MH 1. Honvéd Tűzszerész és Hadihajós Ezred laktanyája.